# USS Leyte (CV-32)
La USS Leyte (codici e numeri d'identificazione CV/CVA/CVS-32, AVT-10) è stata una delle 24 portaerei della classe Essex, costruita durante la seconda guerra mondiale per la United States Navy, la marina militare degli Stati Uniti d'America.
La Leyte entrò in servizio nell'aprile 1946, troppo tardi per essere impiegata nella seconda guerra mondiale
Come molte delle portaerei sue simili è stata messa fuori servizio poco dopo che finì la guerra, ma fu modernizzata e rimessa in servizio nel 1950 e ridenominata come portaerei d'attacco (CVA) e come trasporto di aerei (AVT). Partecipò alla guerra di Corea, ma operò il resto della sua carriera nell'Atlantico, nei Caraibi e nel Mar Mediterraneo. Alla fine del 1950 è stata rinominata come portaerei antisommergibile (CVS).
Fu dismessa nel 1959 e venduta come rottame nel 1970.